# Monticiano Participações
Monticiano Participações é uma companhia brasileira de capital fechado (ex-companhia de capital aberto) que detém participação acionária em outras empresas no segmento de lácteos. A Monticiano participou da criação de um consórcio em 2010 entre Gloria, Ibituruna (Laep) com a LeitBom SA (GP) no qual unidades produtivas são compartilhadas. A LBR chegou a sublicenciar o direito de uso da marca Parmalat no território nacional. Porém, com a venda de Unidades Produtivas isoladas da LBR no contexto de sua recuperação judicial este direito de uso da marca Parmalat voltou para os proprietários originais desta marca.

## Produtos
Por ter foco no setor de alimentos, voltado para o seguimento de lácteos, o produto é leite, em sua maioria UHT.

## Capacidade de Produção
Originalmente, as oito fábricas do consórcio, sendo três da Gloria e Ibituruna e cinco da LeitBom, tinham capacidade de captar 2 milhões de litros/dia, o que a colocaria a Monticiano, se esta produzisse leite de forma autônoma, muito perto da Itambé, a terceira maior empresa do setor, liderado no Brasil pela Nestlé, seguida pela BrasilFoods.

## Conselho e Diretoria
Atualmente, o Conselho de Administração da Monticiano Participações é composto por:
- Cleber Faria Fernandes
- Renato Dias Pinheiro
- Rodrigo Andreas Pimenta Hoffman

Fazem parte da Diretoria:
- Cleber Faria Fernandes
- Sueli de Fatima Ferretti

## Fusão
A Leitbom SA, coligada da Monticiano, participou da fusão com a empresa gaúcha de lácteos Bom Gosto SA, que originou a terceira maior empresa de lácteos do Brasil, LBR.